# Meyronnes-i Ferenc
Meyronnes-i Ferenc (latinul: Frenciscus Mayronius, Meyronis, franciául: François de Meyronnes) (Digne-les-Bains, 1288 – Piacenza, 1328 után) középkori francia teológus, filozófus és politikai gondolkodó.

## Élete
Provence-ben működött ferences szerzetesként. Személyesen ismerte Duns Scotust, és párizsi tartózkodása idején, 1304 és 1307 között a tanítványa is volt. Guillaume de Vaurillon 15. századi filozófus szerint a három nagy filozófiai doktor (Aquinói Szent Tamás, Szent Bonaventura, Duns Scotus) mellett másik három igen jelentős saját korában, így Genti Henrik, Római Aegidius és maga Meyronnes-i Ferenc is.
Ferenc számos írása közül jelentősek Kommentárjai Porphüriosz Iszagógéjához, Arisztotelész Kategóriáihoz, Herméneutikájához, és Fizikájához, illetve a Szentenciákhoz. Ez utóbbinak első könyvét később külön is megírta javított változatban Conflatus néven. Fennmaradtak Quodlibetjei, és filozófiai értekezései: De univocatione entis, Tractatus primi principii complexi, De transcendentibus, De relationibus, De signis naturae, De secundis intentionibus, és a De usu terminorum. Politikai műveket is hagyott maga után, így a Tractatus de principatu temporalit, a Quaestio de subjectionet, és a Tractatus de principatu regni Siciliaet. Politikával foglalkozik a Quadlibet XI. quaestioja is.

## Bővebb irodalom
- Étienne Gilson: A középkori filozófia története. Budapest: Kairosz Kiadó. 2015.  ISBN 9789636627850 , 649–650. o.